# 143 f.Kr.
| 143 f.Kr.          |
| ------------------ |
| Dødsfald - Fødsler |
|                    |

## Dødsfald
- Aristarchos fra Samothrake, græsk grammatiker, født ca. 220 f.Kr.